# Rintaro

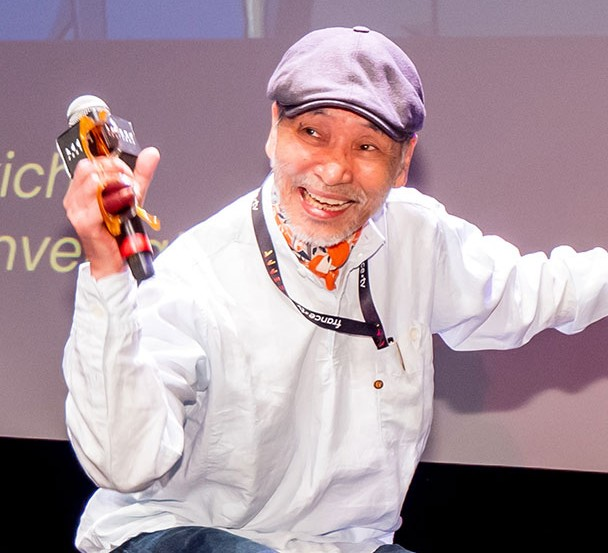
Rintaro

Rintaro (jap. りんたろう, Rintarō; * 22. Januar 1941 in Tokio) ist ein japanischer Anime-Regisseur. Sein eigentlicher Name ist Shigeyuki Hayashi (jap. 林 重行, Hayashi Shigeyuki). Nach dem Abschluss der Mittelschule begann Rintaro bereits 1958 als Animator für Toei Animation zu arbeiten. Dort war er an zahlreichen Anime beteiligt, so zum Beispiel Erzählung einer weißen Schlange (1958). 1963 wechselte Rintaro zum Anime-Studio Mushi Production, wo er an Anime wie Astro Boy und Kimba, der weiße Löwe arbeitete. In den späten 60er Jahren verließ er Mushi Production wieder.
1972 gründete Rintaro zusammen mit einigen anderen ehemaligen Mushi-Production-Mitarbeitern, Masao Maruyama, Osamu Dezaki und Yoshiaki Kawajiri, das Anime-Studio Madhouse.
Rintaro führte 1975–1976 Regie bei der Anime-Fernsehserie Kum-Kum und 1978, erneut für Toei Animation, bei Captain Harlock. Im folgenden Jahr drehte Rintaro ebenfalls für Toei seinen ersten Anime-Kinofilm, Galaxy Express 999, der wie Captain Harlock einen Manga Leiji Matsumotos adaptiert. Auch bei dessen Fortsetzung von 1981, Adieu Galaxy Express 999, führte Rintaro Regie.
Zu den bedeutendsten späteren Anime Rintaros zählen der Anthologiefilm Neo Tokyo (Project Team Argus/Madhouse 1987, Segment „Labyrinth Labyrinthos“), die Kinofilme The Dagger of Kamui (Madhouse 1985) und Metropolis (Madhouse 2001), sowie die Original Video Animations Final Fantasy (Madhouse 1994) und Doomed Megalopolis (Madhouse 1991–1992).
2002 griff Rintaro noch einmal die Geschichte um Leiji Matsumotos Weltraumpiraten Captain Harlock auf mit der 13-teiligen OVA Space Pirate Captain Herlock: The Endless Odyssey (Madhouse). Rintaros bislang letzter Animationsfilm in Spielfilmlänge ist Yona Yona Penguin (2009), ein von Madhouse produzierter computeranimierter Kinderfilm.
Neben seiner Tätigkeit als Anime-Regisseur und -Animator war Rintaro auch als Anime-Produzent tätig. Zu den bedeutendsten von ihm produzierten oder ko-produzierten Anime gehören der Kinofilm Toki no Tabibito: Time Stranger (Madhouse 1986, Regie: Mori Masaki) und die Fernsehserie Reign: The Conqueror, auch bekannt als Alexander (Madhouse/DR Movie 1999, Regie: Yoshinori Kanemori).
Rintaros Bruder Masayuki Hayashi ist ebenfalls Anime-Regisseur.